# Danh sách tập phim Jibaku Shōnen Hanako-kun
Jibaku Shōnen Hanako-kun là một anime sê ri dựa trên manga, viết bởi Iro Aida. Anime do Masaomi Andō đạo diễn tại xưởng phim Lerche, Yasuhiro Nakanishi biên soạn kịch bản, Mayuka Itou thiết kế nhân vật, và Yukari Hashimoto sản xuất nhạc. Anime công chiếu vào tháng 9 năm 2020 trên TBS, SUN, CBC, và BS-TBS. Bài hát mở đầu là "No.7" sáng tác bởi Chibaku Shōnen Band, Và kết thúc với "Tiny Light" của Akari Kitō. Anime được Funimation cấp phép công chiếu tại Bắc Mĩ và bao gồm 12 tập.

## Các tập
| TT. | Tiêu đề                                                                                             | Ngày phát hành gốc  |
| --- | --------------------------------------------------------------------------------------------------- | ------------------- |
| 1 | "Hanako-san of the Bathroom" Chuyển ngữ: "Toire no Hanako-san" (tiếng Nhật: トイレの花子さん)       | 9 tháng 1 năm 2020  |
| Trong Học viện Kamome, có bảy điều bí ẩn. Bí ẩn thứ bảy, và nổi tiếng nhất trong số đó, là "Hanako-san of the Toilet", một cô gái ma được cho là cư trú trong gian hàng thứ ba của phòng tắm nữ trên tầng ba, với khả năng ban một điều ước duy nhất cho giá cả phù hợp. Yashiro Nene, một học sinh trung học năm nhất, đến gần căn phòng với ý định mong muốn một mối tình lãng mạn hạnh phúc với người yêu của cô ấy và học sinh cuối cấp nổi tiếng Teru Minamoto, nhưng chỉ để nhận ra rằng "Hanako-san" của tin đồn thực sự là một cậu bé! Yashiro và Hanako làm việc cùng nhau, tham khảo các mẹo và thủ thuật từ một cuốn sách self-help, nhưng lần nào cũng thất bại. Khi Yashiro than thở về việc Hanako không có những vật phẩm ma thuật ma quái để giúp cô ấy, cô ấy phát hiện ra một cặp vảy của nàng tiên cá từ anh ấy mà theo truyền thống được sử dụng để mai mối: những người nuốt phải chúng sẽ bị nguyền rủa rất nhiều, nhưng được ràng buộc bởi một sợi dây liên kết không thể phá vỡ. Yashiro nuốt cái vảy nhưng không đưa được cho Teru cái còn lại vì anh đã nói rằng thích người khác. Không có ai để chia sẻ lời nguyền, cô ấy biến thành một con cá - người hầu của một nàng tiên cá quái dị. Yashiro xin lỗi về hành vi của mình, nhận ra rằng cô ấy thực sự tốt với bất kỳ ai miễn là cô ấy được yêu. Hanako đánh bại nàng tiên cá khi nó đến để thu thập người hầu mới của mình, và đồng ý nuốt cái vảy kia, giảm bớt lời nguyền cho cô ấy để cô ấy chỉ biến thành một con cá khi cô ấy tiếp xúc với nước, và cho phép anh ta thể hiện một thể xác. cơ thể người. Đồng thời, bây giờ cô ấy có một mối quan hệ ràng buộc với một người nào đó, thực hiện hai mong muốn của cô ấy. | |                     |
| 2 | "Yousei-san" Chuyển ngữ: "Yōsei-san" (tiếng Nhật: ようせいさん)                                     | 16 tháng 1 năm 2020 |
| Yashiro trở thành trợ lý con người của Hanako và buộc phải dành cả buổi chiều để dọn dẹp nhà vệ sinh cho anh ta. Sự cố mất đồ của người dân bất ngờ tăng đột biến trong trường học, đỉnh điểm là vụ mất cả cửa tủ sắt của trường. Aoi Akane, bạn thân của Yashiro và là nữ sinh nổi tiếng nhất trường, nói với cô ấy về tin đồn gần đây "Yousei-san", những linh vật kinh hoàng cố tình ăn cắp của con người và lời cảnh báo đừng bao giờ nhìn thẳng vào mắt những hiện tượng này. Yashiro vô tình tình cờ tìm thấy dấu vết của những thứ đã mất và nhìn thấy một sinh vật quái dị với nhiều nhãn cầu, nhưng Hanako đã cứu cô khỏi nó. Sinh vật này tách ra thành vô số siêu năng lực nhỏ, giống thỏ hồng được gọi là Mokke, kleptomaniac đã sống hòa bình với loài người hàng nghìn năm. Vì các siêu năng lực không thể chống lại những lời đồn đại của họ kẻo họ sẽ biến mất khỏi thế giới, Hanako yêu cầu Yashiro thay đổi lời đồn của Mokke cho anh ta, người có nhiệm vụ duy trì các siêu năng lực của trường. Yashiro bắt đầu gọi Hanako bằng hậu tố "-kun" để thể hiện rằng họ là bạn. Một học sinh trung học năm thứ ba và là nhà trừ tà trẻ tuổi Kou Minamoto đến sân thượng để trừ tà cho Hanako. Khi Yashiro bảo vệ anh ta, cô ấy bị xáo trộn bởi những lời cảnh báo của Kou rằng Hanako là một linh hồn nguy hiểm và giết người, người sử dụng một con dao làm bếp làm vũ khí lựa chọn của mình do anh ta đã giết ai đó bằng nó. Mặc dù Kou ban đầu chiếm thế thượng phong với vũ khí sấm sét thiêng liêng của gia đình Minamoto, Hanako đã vô hiệu hóa thành công anh ta và bày tỏ hy vọng vào tiềm năng của cậu bé. Sau đó anh ta thề rằng anh ta sẽ không biến mất vì Chúa đã giao cho anh ta vai trò quản lý siêu nhiên này để chuộc tội khi anh ta vẫn còn sống. Yashiro bày tỏ mối quan tâm của cô dành cho anh sau cuộc giao tranh, Hanako nói rằng cô vẫn có thể làm bạn với một kẻ sát nhân và vui vẻ rời đi. Chỉ sau đó, Yashiro nhận ra rằng cô ấy không biết bất cứ điều gì về anh ta. | |                     |
| 3 | "The Misaki Stairs, Part 1" Chuyển ngữ: "Misaki Kaidan Sono Ichi" (tiếng Nhật: ミサキ階段其の一)    | 23 tháng 1 năm 2020 |
| Để cổ vũ Yashiro, Aoi kể cho cô ấy nghe về số 2 trong số bảy điều bí ẩn, "Cầu thang Misaki", một cầu thang bên ngoài phòng nghệ thuật của trường, nơi bậc thang thứ tư là lối vào thế giới của người chết. Bất cứ ai bước vào đều bị xé xác thành từng mảnh và máu của họ nhỏ giọt trên cầu thang lúc chạng vạng. Tuy nhiên, ngày hôm sau, Yashiro phát hiện ra rằng chính sự tồn tại của Aoi đã biến mất trong trường, từ những món đồ của cô ấy cho đến cả những ký ức của mọi người về cô ấy. Sợ hãi và bối rối, Yashiro tìm kiếm sự giúp đỡ của Hanako, và Kou cũng tiết lộ việc các bạn cùng lớp của mình là Yokō và Satou đã mất tích như thế nào. Hanako đoán rằng các học sinh đã đi lạc vào "ranh giới", các khu vực của Far Shore, nơi những lần hiện ra và những thứ bị lãng quên nằm tách biệt với Near Shore, nơi sinh sống ở lại. Trong số bảy ranh giới trong ngôi trường liên kết với thế giới linh hồn, một trong những cánh cổng này là bậc thang thứ tư của Cầu thang Misaki, được canh giữ bởi bí ẩn thứ hai. Cả ba tham gia vào môi trường giống như đền thờ của Nhật Bản ở ranh giới. Họ được chào đón bằng một cuộc điện thoại từ chính cô ấy, tự giới thiệu mình là một giáo viên tên là Misaki đã chết ở đây, và yêu cầu họ tìm các bộ phận cơ thể của cô ấy. Tìm thấy một bộ phận cơ thể sẽ mở ra một cánh cổng duy nhất để họ tiến tới đỉnh của ranh giới. Nếu họ không làm như vậy trong thời hạn, một chiếc kéo khổng lồ bắt đầu đuổi theo họ, cùng với những con búp bê Nhật Bản không mặt. Họ quyết tâm tiêu diệt yorishiro của No.2, một vật quý giá mang lại sức mạnh bí ẩn, để cô ấy từ bỏ ranh giới của mình. Khi họ đến cổng cuối cùng, Yashiro tự hỏi ai là người gọi điện thoại nếu họ cần tìm xác của "Misaki" cho cô ấy. | |                     |
| 4 | "The Misaki Stairs, Part 2" Chuyển ngữ: "Misaki Kaidan Sono Ni" (tiếng Nhật: ミサキ階段其の二)      | 30 tháng 1 năm 2020 |
| Cả ba bắt gặp cơ thể của một con búp bê gớm ghiếc, các bộ phận của nó do họ lắp ráp. Sau đó, họ được chào đón bởi người gọi, một phụ nữ xinh đẹp mặc trang phục truyền thống của Nhật Bản, người được Hanako công nhận là Số 2 trong Bảy điều bí ẩn. Khi No.2 cố gắng làm cho con búp bê đi lại, nó không thành công và cô ấy cho họ thấy thi thể của tất cả những người đã lạc vào ranh giới của cô ấy và không hoàn thành được nhiệm vụ mà cô ấy đã giao cho họ, giờ được khắc thành những con búp bê không mặt. Hanako và Kou bắt đầu chiến đấu chống lại cô ấy, nhưng họ gặp bất lợi do khu vực này là lãnh thổ của cô ấy, do đó khuếch đại sức mạnh của cô ấy. Do cho rằng phần sâu nhất của kết giới có thể nằm dưới mặt đất ngập nước nơi họ đã đứng, Hanako đẩy Yashiro ra khỏi một vách đá, và cô tỉnh dậy trong một ngôi đền ngập nắng. Yashiro tìm thấy một cuốn sách bài tập với các mục nhật ký được viết bằng chữ viết tay cẩu thả của trẻ em, trong đó mỗi mục đều có nhận xét của giáo viên từ "Misaki". Mỗi trang viết chi tiết sự phát triển của đứa trẻ khi em trở nên vui vẻ và cởi mở hơn, đồng thời chữ viết tay của em cũng được cải thiện. Khoảng nửa chừng, lời nhận xét của giáo viên biến mất và mỗi mục bắt đầu ghi lại một ngày mà Misaki không trở lại đền thờ, cũng như sự cố một giáo viên ngã xuống bậc thềm và chết. Cuốn sách kết thúc với một ghi chú ớn lạnh khi đứa trẻ quyết định "làm một Misaki". Ngay sau đó, No.2 đến, và mặc cho Yashiro van xin rằng Misaki sẽ không bao giờ muốn cô ấy làm điều đó, vẫn ngoan cố và quyết định chém cô ấy, nhưng Hanako đã đến để bảo vệ cô ấy. Yashiro xác định thành công bức ảnh chụp một lớp học sinh và Misaki trong ngôi đền với tên gọi yorishiro của Số 2 và phá hủy phong ấn trên đó, khiến ranh giới sụp đổ. Quay trở lại trường, Hanako tiết lộ danh tính thực sự của No.2 là một bức tượng cáo biết nói tên là Yako, và hôn lên má Yashiro, gọi đó là "bùa bảo vệ". Kou, người đã bị biến thành một con búp bê nhồi bông, bị bỏ quên. Trong khi đó, một con sếu đen đã theo dõi ba người trở về với chủ của nó, một chàng trai và một cô gái bí ẩn có khả năng là nguồn gốc của những tin đồn xung quanh trường. | |                     |
| 5 | "The Confession Tree" Chuyển ngữ: "Kokuhaku no Ki" (tiếng Nhật: 告白の木)                           | 6 tháng 2 năm 2020  |
| Yashiro bối rối và xấu hổ khi đối mặt với Hanako sau nụ hôn, điều mà cả cô và Aoi đều hiểu nhầm là Hanako thích cô ấy một cách lãng mạn. Sự gia tăng các cặp đôi ở trường gần đây cũng khiến Aoi nói với Yashiro về tin đồn về Cây tỏ tình, một loại cây kỳ diệu mà bất cứ ai tỏ tình bên dưới nó sẽ trở thành một cặp, kể cả những người cùng giới tính. Thêm vào những tưởng tượng của mình, Hanako tỏ tình với Yashiro dưới Cây, nhưng khiến Yashiro từ chối. Điều này triệu hồi một kodama siêu nhiên từ bên trong đã là nguồn gốc của tất cả các cặp đôi kỳ quặc trong trường, Hanako đánh bại và giảm xuống kích thước của một bông cải xanh. Khi Yashiro rời đi hoàn toàn đau lòng và xấu hổ, Hanako xin lỗi cô ấy vì đã nuôi dưỡng hy vọng của cô ấy, vì nụ hôn thực sự chỉ là một lá bùa bảo vệ để tránh hiện tượng. Yashiro quyết định tự mình tìm hiểu thêm về Hanako. Trên sân thượng của trường, họ gặp Teru, người được tiết lộ là anh trai của Kou. Teru cho Kou thiếu quyết đoán một cơ hội cuối cùng để trừ tà cho Hanako. Không nhận được thông tin từ Hanako về bản thân, Yashiro quay sang sách thư viện, gặp chàng trai và cô gái đang theo dõi chúng, mặc dù điều này cô ấy không hề hay biết. Cô gái khuyến khích Yashiro tìm kiếm Số 5 trong Bảy điều bí ẩn nếu cô ấy thực sự muốn tìm hiểu thêm về Hanako. Aoi nói với Yashiro về bí ẩn thứ năm "Thư viện đồng hồ 4 giờ", một kho lưu trữ đặc biệt trong thư viện chứa đầy sách về quá khứ, hiện tại và tương lai của mọi thành viên trong trường, và chỉ có thể vào lúc 4 giờ đồng hồ, do đó có tên. Trong số những cuốn sách này, những cuốn sách màu trắng viết về người sống, cuốn sách màu đen nói về người chết, và những cuốn sách màu đỏ đơn giản là những cuốn sách bị cấm. Khi Yashiro đang suy nghĩ về việc tìm kiếm cuốn sách của Hanako, một cô gái và chàng trai bí ẩn nhìn thấy hiện trường, một hình bóng giống Hanako phía sau cô. | |                     |
| 6 | "The 4 o'clock Library" Chuyển ngữ: "16-ji no Shoko" (tiếng Nhật: 16時の書庫)                       | 13 tháng 2 năm 2020 |
| Cùng với Kou, Yashiro tìm kiếm Thư viện Đồng hồ 4 o '. Thay vì tìm cuốn sách của Hanako, Yashiro nhìn vào cuốn sách của cô ấy và trong phần "Tương lai", cô ấy tự tìm ra danh tính thực của Hanako và biết được tên thật của anh ấy: Amane Yugi. Tuy nhiên, các trang giấy chuyển sang màu đỏ và hình ảnh phản chiếu giống như cái bóng khổng lồ của cô ấy xuất hiện để nuốt chửng cả hai người họ, mặc dù Hanako đến đúng lúc để giết sinh vật. Sau đó, họ gặp Số 5 trong Bảy điều bí ẩn và người quản lý thư viện: một siêu nhân giống nhện tên là Tsuchigomori, người có tính cách bề ngoài là một giáo viên trong trường. Là thủ lĩnh của Bảy Bí ẩn chịu trách nhiệm duy trì sự cân bằng giữa Bờ biển gần và Bờ biển xa, Hanako suy ra sự tồn tại của một siêu năng lực phản bội thay đổi tin đồn của trường, đề xuất tạm thời phá hủy mọi yorishiro của Bí ẩn như một biện pháp an toàn. Sau một cuộc giao tranh ngắn, nơi Tsuchigomori buộc Kou và Yashiro phải tiết lộ những bí mật đáng xấu hổ nhất của họ, anh ta chỉ để Yashiro đi theo anh ta đến phần sâu nhất của Ranh giới, nơi cô ta tiêu diệt yorishiro của anh ta. Tương tự như vụ Misaki Stairs, Yashiro xem những ký ức bên trong nó và coi Tsuchigomori là một giáo viên chăm sóc vết thương cho Hanako còn sống, hay Amane. Khi còn là một sinh viên, Amane luôn bị thương một cách bí ẩn và có niềm đam mê lớn với chiêm tinh học, mặc dù thay vào đó, anh thề từ bỏ tương lai của mình, tặng cho Tsuchigomori một "tảng đá mặt trăng" được cho là mảnh thật của mặt trăng mà người trước đây đã bảo vệ như anh ta. yorishiro cho đến ngày nay. Thức dậy trong phòng y tế, Tsuchigomori tiết lộ rằng Amane là người duy nhất đã thay đổi tương lai đã định trước của mình, và vẫn thực hiện lời hứa của mình ngày hôm nay bằng cách ở lại trường như một siêu nhiên. | |                     |
| 7 | "Donuts" Chuyển ngữ: "Dōnattsu" (tiếng Nhật: ドーナツ)                                              | 20 tháng 2 năm 2020 |
| Yashiro không biết phải đối mặt với Hanako như thế nào sau khi biết thêm về anh ta. Nhớ lại rằng anh ấy thích bánh rán, Kou yêu cầu sự giúp đỡ của Yashiro trong việc làm cho họ và cả hai trở nên thân thiết hơn, hứa sẽ hỗ trợ nhau trong nhiệm vụ tìm hiểu thêm về Hanako. Kou đứng lên bênh vực anh trai của mình và tuyên bố rằng anh sẽ trông chừng Hanako và tìm hiểu thêm về anh ấy thay vì trục xuất anh ấy ngay lập tức, khiến Teru tiếp tục quan sát tình hình từ xa. Trên sân thượng, Yashiro mang đến cho Hanako những chiếc bánh rán hạnh phúc của anh ấy, mặc dù sự yên bình của họ bị gián đoạn bởi một vị khách bất ngờ trông giống hệt Hanako, khiến anh ấy bị tổn thương rất nhiều. Trong phòng phát sóng, vị khách không mời được tiết lộ là Tsukasa, em trai song sinh của Hanako, là thủ phạm đằng sau những tin đồn về trường học bị thay đổi, cùng với cô gái bí ẩn Sakura Nanamine và cậu bé Natsuhiko Hyūga. Sakura lan truyền một tin đồn khác về một cậu bé ma ám ảnh tủ đựng giày của trường trung học cơ sở, Kou bắt được và xác định sẽ giúp cắt đứt mối quan hệ của anh ta với Near Shore. | |                     |
| 8 | "Mitsuba" Chuyển ngữ: "Mitsuba" (tiếng Nhật: ミツバ)                                                | 27 tháng 2 năm 2020 |
| Kou đã hoàn thành công việc của mình vì con ma, Mitsuba Soūsuke, là một chàng trai trẻ nữ tính, tự ái và tự mãn, không yêu gì hơn là xúc phạm anh ta. Tin rằng sự hối tiếc của mình khi chụp một bức ảnh nào đó, Mitsuba đi khắp trường, chọn chụp phong cảnh, động thực vật hơn là con người. Người bạn tốt của Kou, Yokoō, theo dõi chiếc máy ảnh của Mitsuba trong tay Kou và khiến anh nhớ lại khoảng thời gian họ còn là học sinh năm nhất cấp hai cùng một lớp, cho đến khi Mitsuba qua đời trong một vụ tai nạn vào mùa đông năm ngoái. Mitsuba tiết lộ rằng do bị bắt nạt ở trường tiểu học, anh ấy đã tìm cách trở thành một cậu bé trầm lặng, nhút nhát ở trường cấp hai, nhưng điều đó đã phản tác dụng và khiến anh ấy trở thành một bông hoa tường vi đơn thuần không thể kết bạn, đến mức không ai nhớ đến anh ấy ngay cả khi anh ấy đã gọi chúng ở tủ đựng giày. Kou đảm bảo với Mitsuba rằng hai người họ có thể là bạn ngay cả khi một trong số họ đã chết, Mitsuba đáp lại bằng cách chụp một bức ảnh bí mật của Kou, gọi đó là "thứ quý giá đối với tôi". Họ sớm bị gián đoạn bởi Tsukasa, người đã biến Mitsuba thành một nửa siêu nhiên khủng khiếp xoay quanh tin đồn về một cậu bé ma cổ quái quanh quẩn trong tủ đồ, đáp lại mong muốn thực sự của Mitsuba: có bạn và ở bên họ mãi mãi. Điều này buộc Hanako phải giết Mitsuba, người nói với Kou rằng không có tương lai cho người chết. Ở nhà, Kou xem lại những bức ảnh Mitsuba đã chụp và tìm thấy bức ảnh của chính mình trước khi khóc bên cạnh máy ảnh của Mitsuba trên giường. | |                     |
| 9 | "Tea Party" Chuyển ngữ: "Ochakai" (tiếng Nhật: お茶会)                                              | 5 tháng 3 năm 2020  |
| Yashiro bị bắt cóc để uống trà với Sakura, và cả hai kết thúc lùm xùm về hợp đồng của chính họ mà họ đã thực hiện. Tuy nhiên, tất cả chỉ là một mánh khóe khiến cô mất cảnh giác, và cuối cùng Yashiro bị xích vào ghế và chìm vào một nơi hư không - một nơi không phải là Ranh giới cũng như không phải là một phần của Bờ xa hay Gần. Bởi vì nó không ở đâu cả, nó cũng là một nơi có thể dẫn đến bất cứ nơi nào, với vô số cánh cửa dẫn đến các điểm đến khác nhau trên khắp các thế giới khác nhau và xuyên thời gian. Cùng với Natsuhiko, người cũng bị kéo đến, họ thử nghiệm các cánh cửa khác nhau quen thuộc theo lệnh của Hanako, người đã liên lạc được với họ qua radio. Natsuhiko nhanh chóng bị kéo vào một cánh cửa ngẫu nhiên một cách bất cẩn, và Yashiro tìm được một cánh cửa giống với cánh cửa của cô chủ nhiệm của trường. Cô gặp Amane vào ngày 18 tháng 7 năm 1969, người bị thương và đang khóc trong một phòng học trống. Amane nhanh chóng rời đi, nhưng đánh rơi một chiếc chìa khóa có móc khóa tên lửa mà cô ấy nhặt được, ngay khi Hanako tìm thấy cô ấy. Quay trở lại phòng tắm nữ, Hanako xin lỗi vì đã làm hỏng bánh rán và chào đón cô về nhà, với Yashiro chọn cách giữ im lặng về chiếc chìa khóa và tìm cách bảo vệ anh ta. Trong một cảnh post-credit, Tsukasa được nhìn thấy đang vẽ nguệch ngoạc một bức vẽ bằng máu và nói với một nhân vật giống Mitsuba. | |                     |
| 10 | "The Hell of Mirrors, Part 1" Chuyển ngữ: "Kagamijigoku Sono Ichi" (tiếng Nhật: カガミジゴク其の一) | 12 tháng 3 năm 2020 |
| 11 | "The Hell of Mirrors, Part 2" Chuyển ngữ: "Kagamijigoku Sono Ni" (tiếng Nhật: カガミジゴク其の二)   | 19 tháng 3 năm 2020 |
| 12 | "The Little Mermaid" Chuyển ngữ: "Ningyo Hime" (tiếng Nhật: 人魚姫)                                 | 26 tháng 3 năm 2020 |
| Yashiro bị một đàn cá biết nói tiếp cận, yêu cầu cô ăn huyết mạch của tình nhân của họ là nàng tiên cá để viết lại giao ước với Hanako, trở thành công chúa. Mặc dù ban đầu cô ấy từ chối, nhưng cô ấy bị ấn tượng bởi lời nhắc nhở rằng cô ấy hầu như không biết gì về Hanako, và anh ấy có thể chỉ đang lợi dụng cô ấy, cùng với thực tế là cô ấy có thể có được một hậu cung ở thế giới dưới nước. Tiếp cận với các siêu nhiên để được giúp đỡ, Yako cảnh báo Yashiro về những nguy hiểm khi tiếp xúc với Far Shore, và Tsuchigomori quyết định theo quyết định của cô, ám chỉ rằng Hanako chỉ đơn giản là sợ cô biết về quá khứ của anh. Cuộc trò chuyện của cô với Tsuchigomori bị Hanako, người đang trốn sau bức màn nghe lén. Vào cuối ngày, Yashiro từ chối con cá, nhưng họ kéo cô xuống nước và dụ cô gần như uống máu cho đến khi Hanako nhấc cô lên khỏi mặt nước và xua đuổi con cá. Hanako kể ngắn gọn cho cô biết về việc anh đã có Tsukasa vì một người em song sinh nhưng đã giết anh ta, và hứa rằng anh ta sẽ nói với cô ấy phần còn lại vào một ngày nào đó, hy vọng cô ấy sẽ ở lại làm trợ lý cho anh ấy cho đến lúc đó. Tsukasa tung tin đồn trong khi Sakura mắng cậu vì đã chơi khăm và Natsuhiko đã cười trong khi Mitsuba nhìn họ. Yashiro nhớ lại lần đầu tiên cô hét lên khi Hanako đáp lại những cú gõ của cô, và mỉm cười khi anh gọi cô theo kiểu tương tự trong nhà vệ sinh, không còn sợ hãi, nắm tay Hanako. | |                     |